# Ilan Duran Cohen
 (septembre 2016).
Si vous disposez d'ouvrages ou d'articles de référence ou si vous connaissez des sites web de qualité traitant du thème abordé ici, merci de compléter l'article en donnant les références utiles à sa vérifiabilité et en les liant à la section « Notes et références ».
Pour les articles homonymes, voir Duran.
Ilan Duran Cohen, né en 1963, est un romancier, réalisateur, scénariste et producteur de cinéma français. Sa société de production est Fugitive Productions.

## Biographie

### Jeunesse et études
Ilan Duran Cohen grandit dans le 15e arrondissement de Paris où il est scolarisé au lycée Buffon. Durant cette période il découvre sa passion pour la photographie et les arts cinématographiques. Il poursuit ses études à la Tisch School of the Arts, une des quinze écoles de l'université de New York située dans l'arrondissement de Manhattan.

### Carrière
Après avoir réalisé deux courts-métrages, il tourne, en 1991, son premier long-métrage, Lola Zipper, avec Judith Reval, Arielle Dombasle et Jean-Paul Comart. Il signe aussi la réalisation d'un documentaire, Black Cow Boy.
Insatisfait par cette première expérience, il arrête momentanément la mise en scène pour se consacrer à l’écriture. Il sort son premier roman Chronique alicienne en 1997, œuvre partiellement autobiographique retraçant ses années d'études à l’université de New York. Par la suite, il publie Le Fils de la sardine en septembre 1999.
Son deuxième long-métrage, La Confusion des genres avec Pascal Greggory, Nathalie Richard et Cyrille Thouvenin sort le 27 décembre 2000. Il est montré en ouverture des rencontres cinématographiques de Paris et en compétition officielle au festival de Thessalonique. Pascal Greggory et Cyrille Thouvenin sont tous les deux nommés aux Césars pour leur interprétation.
En septembre 2002, il publie son troisième roman intitulé Mon cas personnel, qui traite les thèmes de séparations et de mémoires.
Il réalise en 2004 Les Petits-Fils avec Reine Ferrato et Guillaume Quatravaux, film pour lequel il obtient le grand prix Orizzonti à la Mostra de Venise.
En 2006, il tourne le téléfilm Les Amants du Flore qui représente le couple mythique Jean-Paul Sartre-Simone de Beauvoir alors qu'ils sont étudiants, incarnés par Anna Mouglalis et Lorànt Deutsch. Cette œuvre est diffusée en 2011 en salles au Japon.
Son troisième long-métrage pour le cinéma sort le 26 novembre 2008 : Le Plaisir de chanter est une comédie policière avec Lorànt Deutsch, Marina Foïs et Jeanne Balibar. Ce film est présenté le 31 octobre 2008 au festival international du film de Rome en sélection officielle, ainsi qu'aux Festivals de Copenhague, d’Istanbul et de Hong-Kong en 2009. Il sort en salle aux États-Unis sous le titre The Joy of Singing distribué par IFC Films.
Parallèlement, il publie aux éditions Actes Sud, son quatrième roman Face aux masses, « conte glaçant où se lit une satire du monde moderne et de ses limites. »
En juillet 2012, il réalise son deuxième téléfilm pour Arte, Le Métis de Dieu, une biographie du cardinal Lustiger. Le Métis de Dieu remporte le prix Signis au festival de télévision de Monte-Carlo 2013 ainsi que le Pyrénées d'or de la « meilleure fiction unitaire » au festival du film de télévision de Luchon. Ce film sort en salle de cinéma aux États-Unis sous le titre The Jewish Cardinal, distribué par Film Movement.
En mars 2014, il sort son cinquième roman, L'Homme à débattre aux éditions Actes Sud. Il raconte l'histoire d'un « fils d’ouvriers [qui] épouse l’héritière du roi du carreau. Un accident va remettre en question sa vie de confort. »

## Œuvre littéraire
- Chronique alicienne, Arles, France, Actes Sud, 1997, 240 p. (ISBN 978-2-7427-1337-0) — réédition par J'ai lu, coll. « Nouvelle génération » no 5608, 2000  (ISBN 2-290-30314-3)
- Le Fils de la sardine, Arles, France, Actes Sud, 1999, 192 p.  (ISBN 978-2-7427-2345-4) ; réédition, Arles, Actes Sud, coll. « Babel » no 503, 2003  (ISBN 2-7427-3425-2) ; réédition, Paris, J'ai lu no 7486, 2004  (ISBN 2-290-32292-X)
- Mon cas personnel, Arles, France, Actes Sud, 2002, 224 p.  (ISBN 978-2-7427-3923-3)
- Face aux masses, Arles, France, Actes Sud, 2008, 224 p.  (ISBN 978-2-7427-7218-6) ; réédition, Arles, Actes Sud, coll. « Babel », 2020  (ISBN 978-2-330-13530-0)
- L’Homme à débattre, Arles, France, Actes Sud, 2014, 256 p.  (ISBN 978-2-330-03016-2)
- Le Petit Polémiste, Arles, France, Actes Sud, 2020, 304 p.  (ISBN 978-2-330-13525-6) ; réédition, Arles, Actes Sud, coll. « Babel », 2022  (ISBN 978-2-330-16848-3)

## Filmographie
- 1991 : Lola Zipper
- 2000 : La Confusion des genres
- 2004 : Les Petits-Fils
- 2006 : Les Amants du Flore (téléfilm)
- 2008 : Le Plaisir de chanter
- 2012 : Le Métis de Dieu (téléfilm)

## Distinctions
- 2004 : Grand Prix Orizzonti à la Mostra de Venise pour Le Plaisir de chanter
- 2013 : 
  - Pyrénées d’or de la meilleure fiction unitaire au festival du film de télévision de Luchon pour Le Métis de Dieu
  - Prix Signis au festival de télévision de Monte-Carlo pour Le Métis de Dieu